# STAND PLAY
『STAND PLAY』は、HOUND DOGが1981年4月21日にリリースした2枚目のオリジナル・アルバム。赤をジャケットに使用した『Welcome to The Rock'n Roll Show』から一転し、本作では青を使用している。先行シングル「おちょくられた夜」を含む全10曲。後藤次利がメインの編曲家として参加している。

## 収録曲
1. グッド・ヴァイブレーション　[2:50]
  - 作詞・作曲：蓑輪単志
  - 編曲：後藤次利
2. ドント・ストップ・ブギー　[4:17]
  - 作詞・作曲：海藤節生
  - 編曲：後藤次利
3. おちょくられた夜　[3:55]
  - 作詞・作曲：藤村一清
  - 編曲：後藤次利
4. ナイト・トレイン　[4:35]
  - 作詞・作曲：蓑輪単志
  - 編曲：篠原信彦、Hound Dog
5. ROCK'N ROLLER　[3:39]
  - 作詞、作曲：八島順一
  - 編曲：Hound Dog
6. アフター・コンサート　[5:12]
  - 作詞：藤村一清
  - 作曲：八島順一
  - 編曲：後藤次利
7. RAINY LADY GOOD-BYE (Miss Mに捧ぐ)　[4:20]
  - 作詞・作曲：八島順一
  - 編曲：後藤次利
8. ファニー・フェイス　[3:32]
  - 作詞：大友康平
  - 作曲：蓑輪単志
  - 編曲：後藤次利
9. 素適なLadyにバラードを　[3:58]
  - 作詞、作曲：藤村一清
  - 編曲：後藤次利
10. We are HOUND DOG　[3:40]
  - 作詞：大友康平
  - 作曲：蓑輪単志
  - 編曲：Hound Dog

## ミュージシャン

### HOUND DOG
- 大友康平：リードボーカル
- 八島順一：ギター
- 高橋良秀：ギター
- 蓑輪単志：キーボード
- 海藤節生：ベース
- 藤村一清：ドラム

### アディショナル・ミュージシャン
- 相沢行夫：ギター（4,5,10以外）
- 速水清司：ギター（4）
- 沢健一：ギター（5）
- 田中清司：ドラム（2,6,7,9）
- 島村英二：ドラム（3）